# ジェローム・レトビン

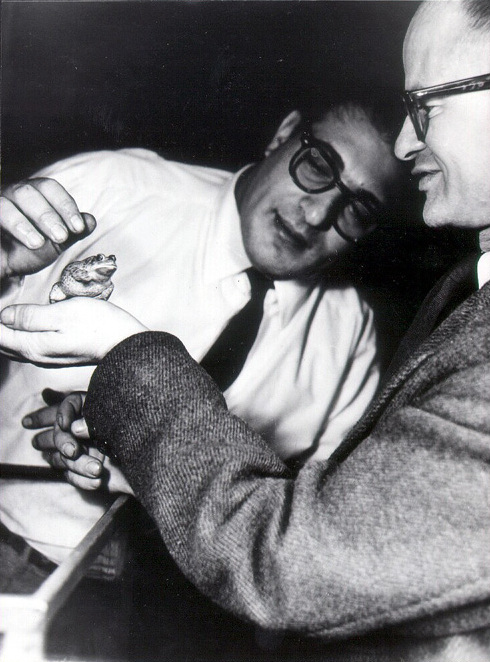

ジェローム・イズレイル・レトビン（Jerome Ysrael Lettvin、1920年2月23日 - 2011年4月23日）はアメリカの認知科学者、精神科医。マサチューセッツ工科大学名誉教授。
レトビンは、イリノイ州・シカゴに生まれた。イリノイ大学で医学を学んだ。ウォーレン・マカロックとウォルター・ピッツをひき会わせた。1951年からマサチューセッツ工科大学に勤務した。
視覚系回路について解明した。